# Камон (Арјеж)
Камон (фр. Camon) насеље је и општина у јужној Француској у региону Миди Пирене, у департману Арјеж која припада префектури Памје.
По подацима из 2011. године у општини је живело 165 становника, а густина насељености је износила 16,1 становника/km². Општина се простире на површини од 10,25 km². Налази се на средњој надморској висини од 349 метара (максималној 582 m, а минималној 326 m).

## Демографија
| 1962. | 1968. | 1975. | 1982. | 1990. | 1999. | 2011. |
| ----- | ----- | ----- | ----- | ----- | ----- | ----- |
| 113   | 147   | 116   | 110   | 125   | 144   | 165   |

График промене броја становника у току последњих година